# ژرتیتسه
ژرتیتسه (به لاتین: Žeretice) یک منطقهٔ مسکونی در جمهوری چک است که در شهرستان ییچین واقع شده‌است.